# هسكورة
Iskuren
إسكورن أو هسكورة معربة ( Taclḥit: Iskuren, ⵜⴰⵎⴰⵣⵉⵖⵜ: ⵉⵙⴽⵓⵔⵏ )هي قبيلة أمازيغية درنية قاطنة بجبال درن.

## الأصول
من المؤكد أن الهسكورين ذو أصول مصمودية كسائر اخوتهم في جبال درن فهاذا لا شك فيه.
وأما هسكورة وهم لهذا العهد في عداد المصامدة وينسبون إلى دعوة الموحدين وهم أمم كثيرة وبطون واسعة وموطنهم بجبالهم متصلة من درن إلى تادلا من جانب الشرق إلى درعة من جانب القبلة
هو متصل بالثانى من جهة الشمال ففي الجزء الاول وعلى نحو الثلث من اعلاه جبل درن معترض فيه من غربيه عند البحر المحيط الى الشرق عند آخره ويسكن هذا الجبل من البربر امم لا يحصيهم الا خالقهم حسبما ياتى ذكره وفى القطعة التي بين هذا الجبل والاقليم الثاني وعلى البحر المحيط منها رباط ماسة وتتصل به شرقا بلاد . ونول (1) سوس من وعلى سمتها شرقا بلاد درعة ثم بلاد سجلماسة ثم قطعة صحراء نيسير المفازة التي ذكرناها في الاقليم الثاني وهذا الجبل مطل على هذه البلاد كلها في هذا الجزء وهو قليل الثنايا والمسالك في هذه الناحية الغربية الى ان يسامت وادى ملوية فتكثر ثناياه ومسالكه الى ان ينتهى وفى هذه الناحية منه اسم المصامدة فسكسيوة (2) عند البحر المحيط ثـم هتنانة (3) ثم تينملل (4) ثم كدميوة ثم هسكورة وهم آخر المصامدة فيه
وهم أكثر قبائل المصامدة، وفيهم بطون كثيرة أوسعها بطن هسكورة. وأما سواهم في بطون كنفيسة فأنفقتهم الدولة بما تولوا من مشايعتها، وإبرام عقدتها، فهلك رجالاتهم في إنفاقها سبل الأمم قبلهم في دولهم، وأما هسكورة فكان لهم بين الموحدين مكان واعتزاز بكثرتهم وغلبهم إلا أنهم كانوا أهل بدو ولم يخالطوهم في ترفهم ولا انغمسوا في نعيمهم.
وكان جبلهم الذي أوطنوه من حاله دون القنة منها والذروة، واعتصموا منه بالآفاق الفدد واليفاع الأشم والطود الشاهق، قد لمس الأفلاك بيده ونظم النجوم مفرقه. وتلفع بالسحاب في مروطه، وآوى الرياح العواصف الدجوة وألقى إلى خبر السماء بإذنه، وأظل على البحر الأخضر بشماريخه، واستدبر القفر من بلاد السوس بظهره، وأقام سائر جبال درن في حجره.
و يقال كما جاء على ذكر ابن خلدون و ابن حازم على ان لمطة و كزولة وهسكورة هم اخوة لهوارة و صنهاجة من الأم تصكي العرجاء بنت زحيك بن مادغيس:
هؤلاء القبائل الثلاث قد تقدم لنا أنهم إخوة لصنهاجة، وأن أم الثلاثة تصكي العرجاء بنت زحيك بن مادغيس، فأما صنهاجة فمن ولد عاميل بن زعزاع، وأما هوارة فمن ولد أوريغ وهو ابنها ابن برنس، وأما الآخرون فلا تحقيق في نسبهم.
قال ابن حزم إن صنهاجة ولمطة لا يعرف لهما ،أب، وهذه الأمم الثلاث موطنون بالسوس وما يليه من بلاد الصحراء وجبال درن ملؤوا بسائطه وجباله. فأما المطة فأكثرهم مجاورون الملثمين من صنهاجة ولهم شعوب كثيرة، وأكثرهم ظواعن أهل وبر ومنهم بالسوس قبيلتا زكن ولخس، صاروا في عداد ذوي حسان من معقل، وبقايا لمطة بالصحراء مع الملثمين ومعظمهم قبيلة بين تلمسان وإفريقيا وكان منهم الفقيه وكاك بن زيري صاحب أبي عمران الفاسي وكان نزل سجلماسة. ومن تلميذه كان عبد الله بن ياسين صاحب الدولة اللمتونية على ما مر.

## فروعها

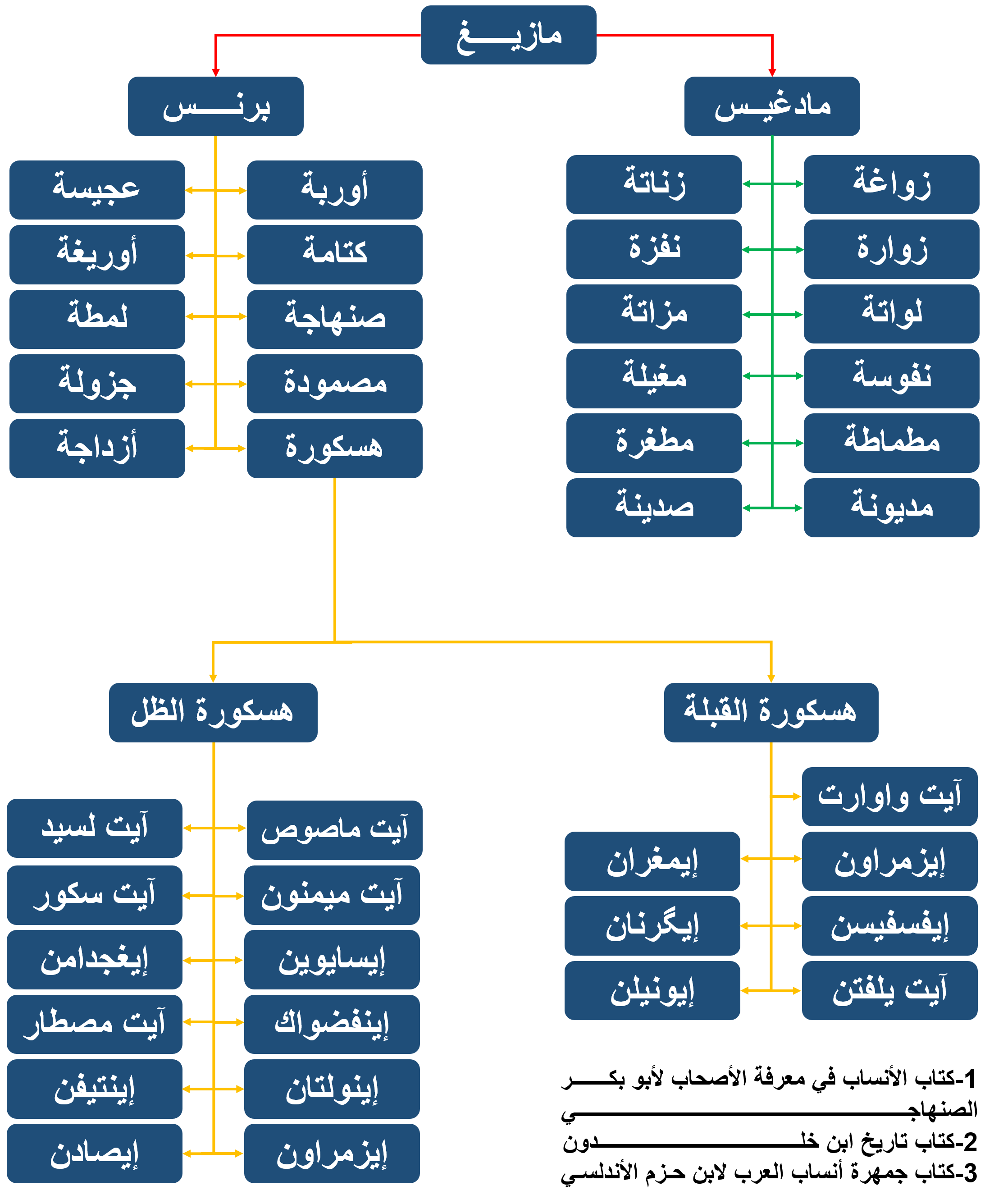
بطون قبيلة هسكورة

وقد قسم صاحب كتاب الأنساب في معرفة الأصحاب هسكورة إلى قسمين؛ هما: هسكورة القبلة، وهسكورة الظل. وذكر من أفخاذ القسم الأول سبعة أفخاذ؛ هم: ايزمراون (زمراوة)، وايفسفيسن (فسفيسة)، وايكرنان (كرنانة)، وايمغران (مغرانة)، وايونيلن (نيلة)، وآيت ووارت (بنو واوارت)، وآيت يلفتن (بنو يلفتن). أما القسم الثاني فإحدى عشر فخذا؛ هم: ايزمراون (زمراوة)، ايسايوين (سايوية)، ايصاد (صادة)، ايغجدامن (غجدامة)، اينتيفت (هنتيفة)، آيت سكور (بنو سكور)، اين لسيد (لسيدة)، اين ماصوص (ماصوصة)، آيت مصطاو (مصطاوة)، اين ميمنونة (ميمنونة)، اين ولتان (هلتانة). أما ابن خلدون فقال أن لهسكورة بطونا عديدة، وواسعة؛ أهمهم: نتيفت وبنو رسكونت وزمراوة وغجرامة وفطواكة ومصطاوة وبنو نفال. وقد برزت منهم أحياء: انتيفت وفطواكة وبنو نفال. فالرئاسة في انتيفت محصورة في أسرة أولاد هنو؛ ومنهم يوسف بن كنون؛ صاحب حصن تاقيوت، وأولاده هم: علي ومخلوف وهلال بن مخلوف. وكانت لأنتيفت مواقف مضطربة تجاه الدولة؛ تميل إلى الطاعة أحيانا، وتجنح إلى العصيان أحيانا أخرى. أما فطواكة فهم أوسع بطون هسكورة، وأكبرها؛ وعليه فرئاستهم في هسكورة هي الأعظم والأهم؛ ولرؤسائهم ميزة الاجتماع، والاتصال بملوك الدولة؛ الذين يرجعون إليهم عندما يتعلق الأمر ببطون هسكورة كلها. كانت رئاستهم أيام المأمون (سلطان بني عبد المؤمن)،وابنه الرشيد؛ ممثلة في شخص عمر بن وقاريط الهسكوري؛ ثم خلفه على رئاسة القبيلة مسعود بن كلداسن. وقال ابن خلدون أن الأسرة التي تترأس فطواكة، ومن ورائها هسكورة كلها؛ هي أسرة بني خطاب؛ الذين ينتسبون إلى جدهم مسعود بن كلداسن. وكانت فطواكة بدورها متقلبة في ولائها للدولة الموحدية. ولما ظهر بنو مرين؛ انحازت فطواكة إليهم؛ فتعزز موقف رؤسائهم (من بني خطاب)؛ داخل قبيلتهم هسكورة. ويبدو أن أبرز المهام التي كانت تسندها الدول المختلفة إلى أولئك الرؤساء؛ هي جمع المغارم، والجباية، داخل قبائلهم، ثم حشد المقاتلين؛ ووضعهم في خدمة الدولة. ومع هذا يرى ابن خلدون بأن هسكورة كانت في منعة من قهر الدولة؛ إذ يقول: «واعتصـم هسكـورة هـؤلاء بمعقلهـم، واعتـزوا فيـه بمنعتهـم؛ فلـم يغمسـوا في خدمتهـم يـدا، (الكـلام هنـا عـن بـني مريـن) ولا أعطوهـم مقـادا، ولا رفعـوا بدعوتهـم رايـة؛ إنمـا هي منابـذة لأمرهـم، وامتنـاع عليهـم سائـر الأيـام. فإذا زحفـت الحشـود، وتمرسـت بهـم العساكـر؛ دافعـو بطاعـة معروفـة، وإتـاوة غيـر ملزمـة؛ ورئيسهـم مـع ذلـك يستخلـص جبايتهـم لنفسـه، ويدفعهـم في المضايـق لحمايتـه؛ وربمـا تخطاهـم إلى بعـض قبائـل الجبـل، ومـن قاربـه مـن أهـل بسائـط أمـا بنـو نفـال؛ فهـم ـ كذلـك ـ السـوس». ممن حاول مقاومة نفوذ الدولة؛ ولكنهم أذعنوا لقوتها، وغلبتها. وقد انحصرت الرئاسة فيهم ضمن أسرة أولاد تروميت؛ ومنهم علي بن محمد؛ الذي ترأس عليهم في عهد أبي سعيد، وابنه أبي الحسن المريني.

## موطنها
تتواجد مواطن هسكورة بجبال درن (وهو الأطلس الكبير)، ومنها إلى تادلا من الجهة الشرقية؛ ثم إلى درعة من ناحية الجنوب. وهذا نص لابن خلدون يصف فيه حال هسكورة، وموطنها: «وأمـا هسكـورة فكـان لهـم بيـن الموحديـن مكـان، واعتـزاز؛ بكثرتهـم، وغلبهـم؛ إلا أنهـم كانـوا أهـل بـدو، ولـم يخالطوهـم في ترفهـم، ولا أنعمـوا في نعيمهـم. وكـان جبلهـم الـذي أوطنـوه مـن حالـه؛ دون القنـة منهـا، والـذروة. واعتصمـوا منـه بالآفـاق الفـدد، واليفـاع الأشـم، والطـود الشاهـق؛ قـد لمـس الأفـلاك بيـده، ونظـم النجـوم في مفرقـه، وتلفـع بالسحـاب في مروطـه، وآوى الريـاح النجـوم في مفرقـه، وآوى الريـاح العواصـف الدجـوة، وألـقى إلى خبـر السمـاء بإذنه، وأظـل عـلى النجـوم في مفرقـه، ، وأظـل عـلى البحـر الأخضـر بشماريخـه، واستدبـر القفـر مـن بـلاد السـوس بظهـره، وأقـام سائـر جبـال درن في حجـره».